# Dip-coating

Un esquema del procés de recobriment per immersió contínua.
1. Rotlle de tela gruixuda
2. Tela
3. Bany
4. Material líquid
5. Rodets
6. Forn
7. Rascadors
8. L'excés de líquid torna a caure
9. A la tela queda un recobriment.

El recobriment per immersió és un procés de recobriment industrial que s'utilitza, per exemple, per fabricar productes a granel com ara teixits recoberts i preservatius i recobriments especialitzats, per exemple en l'àmbit biomèdic. El recobriment per immersió també s'utilitza habitualment en la investigació acadèmica, on molts projectes de recerca en enginyeria de materials químics i nanomaterials utilitzen la tècnica de recobriment per immersió per crear recobriments de pel·lícula prima.
Els primers productes revestits per immersió poden haver estat espelmes. Per a substrats laminars flexibles, com ara teixits, el recobriment per immersió es pot realitzar com un procés continu roll-to-roll. Per revestir un objecte 3D, simplement es pot inserir i treure del bany de recobriment. Per a la fabricació de preservatius, un primer es submergeix al recobriment. Per a alguns productes, com els primers mètodes de fabricació d'espelmes, el procés es repeteix moltes vegades, permetent que una sèrie de pel·lícules primes s'ampliïn fins a un objecte final relativament gruixut.
El producte final pot incorporar el substrat i el recobriment, o el recobriment es pot pelar per formar un objecte que consisteix únicament en el recobriment sec o solidificat, com en el cas d'un preservatiu
Com a alternativa popular al recobriment Spin, els mètodes de recobriment per immersió s'utilitzen freqüentment per produir pel·lícules primes a partir de precursors sol-gel amb finalitats d'investigació, on generalment s'utilitza per aplicar pel·lícules sobre substrats plans o cilíndrics.

## Procés
El procés de recobriment per immersió es pot separar en cinc etapes:
- Immersió: el substrat es submergeix a la solució del material de recobriment a una velocitat constant (preferiblement sense fluctuacions).
- Posada en marxa: el substrat s'ha quedat dins de la solució durant un temps i es comença a tirar cap amunt.
- Deposició: la capa fina es diposita sobre el substrat mentre s'estira cap amunt. La retirada es realitza a una velocitat constant per evitar moviments. La velocitat determina el gruix del recobriment (la retirada més ràpida dona un material de recobriment més gruixut).
- Drenatge: l'excés de líquid drenarà de la superfície.
- Evaporació: el dissolvent s'evapora del líquid, formant la capa fina. Per als dissolvents volàtils, com els alcohols, l'evaporació comença ja durant les etapes de deposició i drenatge.

## Aplicacions en recerca
La tècnica de recobriment per immersió s'utilitza per fer pel·lícules primes per autoassemblatge i amb la tècnica sol-gel. L'autoassemblatge pot donar gruixos de pel·lícula d'una sola capa exactament. La tècnica sol-gel crea pel·lícules de gruix augmentat i controlat amb precisió que estan determinats principalment per la velocitat de deposició i la viscositat de la solució. Com a camp emergent, les nanopartícules s'utilitzen sovint com a material de recobriment. Les aplicacions de recobriment per immersió inclouen:
- Recobriments de sensors multicapa
- Implant funcionalista
- Hidrogels
- Recobriments de nanopartícules Sol-Gel
- Monocapes autoensamblades
- Conjunts de nanopartícules capa per capa.